# Anja Hazekamp
Anja Hazekamp (ur. 21 stycznia 1968 w Vlagtwedde) – holenderska działaczka ekologiczna, biolog i polityk, posłanka do Tweede Kamer, deputowana do Parlamentu Europejskiego VIII, IX i X kadencji.

## Życiorys
Ukończyła w 1995 studia z zakresu biologii na Uniwersytecie w Groningen. Zaangażowała się w działalność różnych organizacji ekologicznych w tym działających na rzecz praw zwierząt. Pracowała m.in. jako badaczka na uniwersytetach i konsultantka różnych organizacji. Była członkinią Zielonej Lewicy, w 2007 przeszła do Partii na rzecz Zwierząt. W tym samym roku została radną prowincji Groningen. Od stycznia do maja 2012 posłowała do Tweede Kamer, niższej izby Stanów Generalnych, w której czasowo zastępowała przebywającą na urlopie macierzyńskim Marianne Thieme. W 2014 z ramienia PvdD uzyskała mandat deputowanej do Europarlamentu VIII kadencji. Z powodzeniem ubiegała się o reelekcję w 2019 i 2024.